# American Idol
American Idol er en amerikansk sangkonkurrence, der i Danmark vises på TV3. Programmet har indtil videre kørt i 21 sæsoner i USA. Programmet er en amerikansk version af den britiske tv-succes Pop Idol, der er skabt af Simon Fuller
Programmet går ud på at finde den bedste sanger i USA igennem en række landsdækkende auditions. De bedste sangere fra disse auditions går herefter videre til live shows, hvor det er seerne, der skal stemme på deres favorit. 
Programmet har fostret flere stjerner, hvoraf de mest kendte er vinderen fra sæson 1, Kelly Clarkson og sæson 4, Carrie Underwood. 

## Dommerne og værterne
Dommerne fra sæson 1 til 7 var Randy Jackson, Paula Abdul og Simon Cowell. Værter var Ryan Seacrest og Brian Dunkleman, mens Ryan Seacrest fortsatte alene som vært fra sæson 2. 
I sæson 8 blev Kara DioGuardi en del af den originale dommertrio bestående af Randy Jackson, Paula Abdul og Simon Cowell. 
Efter sæson 8 meddelte Paula Abdul, at hun ikke ville være dommer i sæson 9, og hun blev afløst af gæste dommere. Ellen DeGeneres meddelte senere, at hun ville blive den nye dommer i sæson 9. 
I sæson 10 og 11 fortsatte Randy Jackson som dommer, mens Simon Cowell, Kara DioGuardi og Ellen DeGeneres valgte at stoppe og blev erstattet af Steven Tyler og Jennifer Lopez. 
Efter sæson 11 valgte Jennifer Lopez og Steven Tyler at stoppe som dommere. Randy Jackson fik selskab i dommertrioen af Mariah Carey, Nicki Minaj og Keith Urban.
I sæson 13, 14 og 15 fortsatte Keith Urban som dommer, mens Randy Jackson, Mariah Carey og Nicki Minaj valgte at stoppe som dommere og blev erstattet af Harry Connick, Jr. og Jennifer Lopez, der vendte tilbage efter en sæsons pause.
I sæson 16 kom tre nye dommere, Lionel Richie, Katy Perry og Luke Bryan, mens Ryan Seacrest vendte tilbage som vært.
American Idol vender tilbage i 2018 og bliver vist på ABC. Der bliver tre nye dommer i programmet: Lionel Richie, Katy Perry og Luke Bryan, og Ryan Seacrest vender tilbage som vært.

## Vindere af American Idol
- Series 1 (2002): Kelly Clarkson
- Series 2 (2003): Ruben Studdard
- Series 3 (2004): Fantasia Barrino
- Series 4 (2005): Carrie Underwood
- Series 5 (2006): Taylor Hicks
- Series 6 (2007): Jordin Sparks
- Series 7 (2008): David Cook
- Series 8 (2009): Kris Allen
- Series 9 (2010): Lee DeWyze
- Series 10 (2011): Scotty McCreery
- Series 11 (2012): Phillip Phillips
- Series 12 (2013): Candice Glover
- Series 13 (2014): Caleb Johnson
- Series 14 (2015): Nick Fradiani
- Series 15 (2016): Trent Harmon
- Series 16 (2018): Maddie Poppe
- Series 17 (2019): Laine Hardy
- Series 18 (2020): Just Sam
- Series 19 (2021): Chayce Beckham
- Series 20 (2022): Noah Thompson
- Series 21 (2023): Iam Tongi
- Series 22 (2024): Abi Carter
- Series 23 (2025): Jamal Roberts

## Billedgalleri
- Kelly Clarkson
 Vinder sæson 1 (2002)
- Ruben Studdard 
Vinder sæson 2 (2003)
- Fantasia Barrino 
Vinder sæson 3 (2004)
- Carrie Underwood 
Vinder sæson 4 (2005)
- Taylor Hicks 
Vinder sæson 5 (2006)
- Jordin Sparks 
Vinder sæson 6 (2007)
- David Cook 
Vinder sæson 7 (2008)
- Kris Allen
Vinder sæson 8 (2009)
- Lee Dewyze
Vinder sæson 9 (2010)
- Scotty McCreery
Vinder sæson 10 (2011)
- Phillip Phillips
Vinder sæson 11 (2012)
- Candice Glover
Vinder sæson 12 (2013)
- Nick Fradiani
Vinder sæson 14 (2015)
- Trent Harmon
Vinder sæson 15 (2016)
- Maddie Poppe
Vinder sæson 16 (2018)
- Laine Hardy
Vinder sæson 17 (2019)
- Noah Thompson
Vinder sæson 20 (2022)
- Iam Tongi
Vinder sæson 21 (2023)
- Abi Carter
Vinder sæson 22 (2024)
- Paula Abdul
 Dommer (2002–2009)
- Simon Cowell
 Dommer (2002–2010)
- Randy Jackson
 Dommer (2002-2013)
- Kara DioGuardi 
Dommer (2009–2010)
- Ellen DeGeneres
Dommer (2010)
- Steven Tyler
Dommer (2011-2012)
- Jennifer Lopez
Dommer (2011-2012, 2014-2016)
- Mariah Carey
Dommer (2013)
- Nicki Minaj
Dommer (2013)
- Keith Urban
Dommer (2013-2016)
- Harry Connick, Jr.
Dommer (2014-2016)
- Katy Perry
Dommer (2018-2024)
- Lionel Richie
Dommer (2018-)